# Peaches Geldof

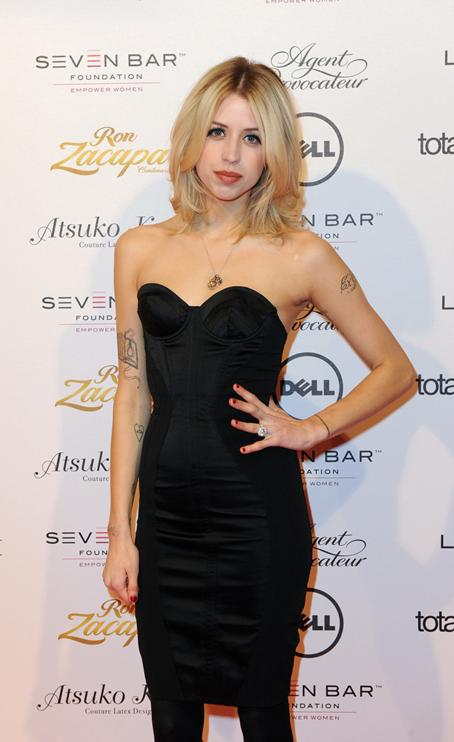
Peaches Geldof, 2012

Peaches Honeyblossom Geldof (* 13. März 1989 in City of Westminster; † 7. April 2014 in Wrotham, Kent) war ein britisches Fotomodell sowie eine Modekolumnistin, Moderatorin und DJ. Sie wurde 2005 durch ihre Reality-Show Teenage Mind bekannt.

## Leben

### Privates
Peaches Geldof war das zweite Kind von Bob Geldof und Paula Yates. Ihre Schwestern sind Fifi Trixibelle Geldof (* 1983) und Little Pixie (* 1990) sowie die Halbschwester Tiger Lily Hutchence Geldof (* 1996).
Ihre Mutter Paula Yates starb im Jahr 2000, als Peaches elf Jahre alt war, an einer Überdosis Heroin. Der Leichenbeschauer betonte, dass dabei kein Suizid vorgelegen habe, sondern dass ihr Tod vermutlich die Folge eines „unvorsichtigen und dummen Umgangs“ mit Opioiden gewesen sei.
Peaches Geldof wuchs in Chelsea auf, wohnte in Williamsburg in New York City und besuchte die New York University. Sie war von August 2008 bis Februar 2009 mit dem Musiker Max Drummey verheiratet.
Ab 2009 war Geldof bekennendes Scientology-Mitglied. Zuletzt soll sie sich dem umstrittenen Ordo Templi Orientis zugewandt haben. Im September 2012 heiratete sie Thomas Cohen, mit dem sie zwei Söhne bekam, die 2012 und 2013 geboren wurden.

### Karriere
Geldof schrieb und produzierte ihre eigene Reality-Show Peaches Geldof: Teenage Mind (2005), anschließend Peaches Geldof: Teen America (2006). Sie arbeitete als Gast-Reporterin bei Tonight with Trevor McDonald. Außerdem schrieb sie Artikel für The Daily Telegraph, The Guardian und Elle Girl. 2006 belegte sie Platz sieben in Tatler’s Top Ten Fashion Icons, dabei war sie die Jüngste auf der Liste. 2007 wählten sie die Leser des Magazins FHM auf Platz 53 der 100 „Sexiest Women in the World“. 2007 lief sie für PPQ auf der London Fashion Week über den Catwalk; sie war ebenfalls als das Gesicht der australischen Modelinie Dotti bekannt. Sie trat mit ihrer Freundin Fifi Brown als DJ-Duo unter dem Namen Trash Pussies auf.
Im September 2007 war sie in dem britischen Magazin Hello! in drei Kleidern zu sehen, die angeblich Marilyn Monroes Filmkostüme gewesen sein sollen. Es fand eine Ausstellung mit Peaches Geldofs Fotoshooting Lost Collection von William Travilla statt. Im November 2008 hatte ihre Show Peaches: Disappear Here Premiere, fand jedoch nur wenige Zuschauer und erhielt viel negative Kritik. Von 2009 bis 2010 stand sie bei der Wäschemarke Ultimo unter Vertrag. Dieser wurde aufgelöst, nachdem Nacktfotos und Drogenvorwürfe im Internet aufgetaucht waren, die Geldof jedoch bestritten hatte. 2011 moderierte Geldof die Serie OMG! with Peaches Geldof beim Sender ITV2.

### Tod
Am 7. April 2014 wurde Peaches Geldof leblos in ihrem Haus in der Nähe von Wrotham in Kent aufgefunden. Bei einer toxikologischen Untersuchung wurde festgestellt, dass sie kurz vor ihrem Tod Heroin konsumiert hatte, was wahrscheinlich Teil der Todesursache war. Geldofs Heroinsucht war seit längerem bekannt, doch galt sie nach einer Methadontherapie als drogenfrei. Es kamen Suizidgerüchte auf, die sich vor allem auf ihren letzten Tweet am Tag vor ihrem Tod gründeten, in dem sie ein Foto aus ihrer Kindheit gepostet hatte, das sie als kleines Mädchen auf dem Arm ihrer Mutter zeigt, und zu dem sie geschrieben hatte: „Me and my mum“.
Ihr Mann Thomas Cohen gab zu Protokoll, dass Geldof im Februar 2014 rückfällig geworden und seither wieder heroinabhängig gewesen sei. Im Juli 2014 begannen daher weitere Untersuchungen. Im Oktober 2014 bestätigte Bob Geldof, er habe seit zweieinhalb Jahren von der Heroinsucht seiner Tochter gewusst und fühle sich mitverantwortlich für ihren Tod.
Peaches Geldof wurde 25 Jahre alt.

## Filmografie (Fernsehauftritte)
- 2005: Peaches Geldof: Teenage Mind
- 2006: Peaches Geldof: Teen America
- 2006: Beginner’s Guide To Islam
- 2006: Tonight with Trevor McDonald
- 2007: T4: NME Awards
- 2007: 8 out of 10 Cats
- 2007: Big Brother’s Big Mouth
- 2007: Orange Playlist
- 2008: Big Brother: Celebrity Hijack
- 2008: Independent Television: iTunes Festival 2008
- 2008: Peaches: Disappear Here
- 2011: OMG! With Peaches Geldof